# Бутурлін Олександр Михайлович
Олександр Михайлович Бутурлін (рос. Александр Михайлович Бутурлин; 3 вересня 1981, м. Москва, СРСР) — російський хокеїст, правий нападник.
Виступав за ЦСКА (Москва), «Сарнія Стінг» (ОХЛ), «Салават Юлаєв» (Уфа), «Лада» (Тольятті), ХК МВД (Московська обл.), «Спартак» (Москва), «Трактор» (Челябінськ), «Амур» (Хабаровськ), «Кубань» (Краснодар).
У складі молодіжної збірної Росії учасник чемпіонату світу 2001. У складі юніорської збірної Росії учасник чемпіонату світу 1999.
Досягнення
- Чемпіон Росії (2008), срібний призер (2005), бронзовий призер (2003)
- Володар Континентального кубка (2006).